# Мост на героите
Мостът на героите е мост над Владайска река, един от трите на реката в рамките на град София. Част е от булевард „Александър Стамболийски“.
Постройката на Моста на Героите започва през 1928 г. от предприемачите Янко Тасев и Георги Стефанов. Открит е тържествено от кмета на София Владимир Вазов през 1930 г. Водосветът е отслужен от митрополит Стефан. По това време булевардът се казва „Княгиня Клементина“.
Като украса, върху гранитния мост, е издълбан герба на София.

## Виж също
- Мост на дружбата (София)
- Раковски мост (София)
- Мост на дружбата
- Мост Черковна
- Мост Тодорини кукли - Острово